# Donald A. Morgan
Donald A. Morgan es un director de fotografía estadounidense. Ha ganado 11 premios Emmy, incluidos siete por Home Improvement y tres por The Ranch. En 2022, fue incluido en el Salón de la Fama de la Televisión. A partir de 2021, ostentaba el récord de persona negra más premiada en los Emmy.

## Primeros años de vida
Morgan nació en Filadelfia, hijo del músico de jazz estadounidense Al Morgan y su esposa, aunque la familia se mudó a Los Ángeles cuando su madre aceptó un trabajo como patóloga en la Universidad de California en Los Ángeles. Siguiendo los pasos de su padre, Morgan era músico y tocaba el bajo en la escuela secundaria y el bajo en la escuela secundaria.
Después de graduarse de la escuela secundaria Alexander Hamilton, Morgan asistió a la Universidad Comunitaria Vocacional-Técnica de Los Ángeles, donde estudió artes gráficas y arquitectura.

## Carrera
Morgan, uno de los primeros directores de fotografía negros en una cadena importante, comenzó su carrera televisiva en la sala de correo de KTTV y ascendió al departamento de iluminación. Durante la década de 1970, trabajó en producciones de Norman Lear como All in the Family, Los Jefferson y One Day at a Time. Debido a la diversidad de elencos en los programas, Morgan tuvo que aprender nuevas técnicas para proporcionar iluminación adecuada y adecuada a personas con diferentes tonos de piel. En 1983, fue nombrado director de fotografía, uno de los primeros negros en ocupar ese puesto en una cadena importante.  Morgan continuó contribuyendo a series como Three's Company, Silver Spoons, Gloria, Home Improvement y The Ranch, además de iluminar otros programas, incluido Baryshnikov on Broadway y los premios NAACP Image.
Morgan ha recibido varios honores por su trabajo. En 1985, recibió un Emmy por su trabajo en Mr. Belvedere, al que siguieron siete premios Emmy adicionales por Home Improvement y tres por The Ranch. Ha recibido un total de 21 nominaciones al Emmy, así como el premio Career Achievement in Television Award de la American Society of Cinematographers. En 2022, la Academia de Artes y Ciencias de la Televisión lo incluyó en el Salón de la Fama de la Televisión. Es el primer director de fotografía en obtener este último honor.
Morgan se desempeña como copresidente de DEI para el gremio de directores de fotografía IA Local 600.

## Vida personal
Morgan está casado con la maquilladora de Hollywood Geneva Nash-Morgan.

## Premios y honores
En 2020, Morgan recibió el premio a la trayectoria profesional en televisión de la Sociedad Estadounidense de Cinematógrafos, y en 2022, la Academia de Artes y Ciencias de la Televisión lo incluyó en el Salón de la Fama de la Televisión. Es el primer director de fotografía en obtener este último honor.

## Lectura adicional
- Rogers, Pauline B. (1998). Contemporary Cinematographers on Their Art. Performing Arts.